# روبي هايروز
روبي هايروز (بالإنجليزية: Ruby Hirose)‏ هي كيميائيّة و عالمة بكتريولوجيا أمريكيّة ، ولدت سنة 1904 و توفيت سنة 1960 . قامت بالعديد من البحوث حول تلقيح شلل الأطفال.

## حياتها
تحصّلت روبي على الماجستير في علم الصيدلة من جامعة واشنطن سنة 1928.  بعد ذلك ، سنة 1932 ، انتقلت إلى جامعة سينسيناتي ، لإنهاء رسالة الدّكتوراه.  عملت في جامعة واشنطن إلى أن تمّ  انتدابها في شركة ماريون ميريل داو، أين قامت بأبحاث حول مضادات الفيروسات.
كانت موجودة بين العشر نساء المعترف بهنّ لمساهمتهن من قبل الجمعية الكيميائية الأمريكية سنة 1940 .
توفّيت سنة 1960 ب بنسلفانيا و دُفنت ب أوبورن (واشنطن).